# Quartier Varennes-Toison d'Or-Joffre
Cet article concerne le quartier de la Toison-d'Or. Pour le centre commercial, voir Toison d'or (centre commercial).
Le quartier Varennes-Toison d'Or-Joffre est un quartier administratif de Dijon situé au Nord de la ville. Il est découpé en plusieurs secteurs : Joffre, Pouilly, Stalingrad, Toison d'Or,  Valmy et de Varennes.

## Description

### Situation
Le quartier de la Toison-d'Or est situé au nord de la ville et est un des quartiers les plus attractifs de la ville de Dijon, grâce notamment à la présence du centre commercial du même nom, ainsi que de plusieurs entreprises regroupées au sein d'une technopole.
Le parc d'activités Valmy, qui regroupe un ensemble d'entreprises, de bureaux, d'hôtels et de commerces, est également implanté au sein du quartier de la Toison-d'Or.
Le quartier de la Toison-d'Or regroupe près de 17 500 habitants.

### Accès
Le quartier est accessible par la rocade de Dijon en direction Langres - Nancy et en prenant la sortie Dijon nord - Toison d'Or.

## Historique

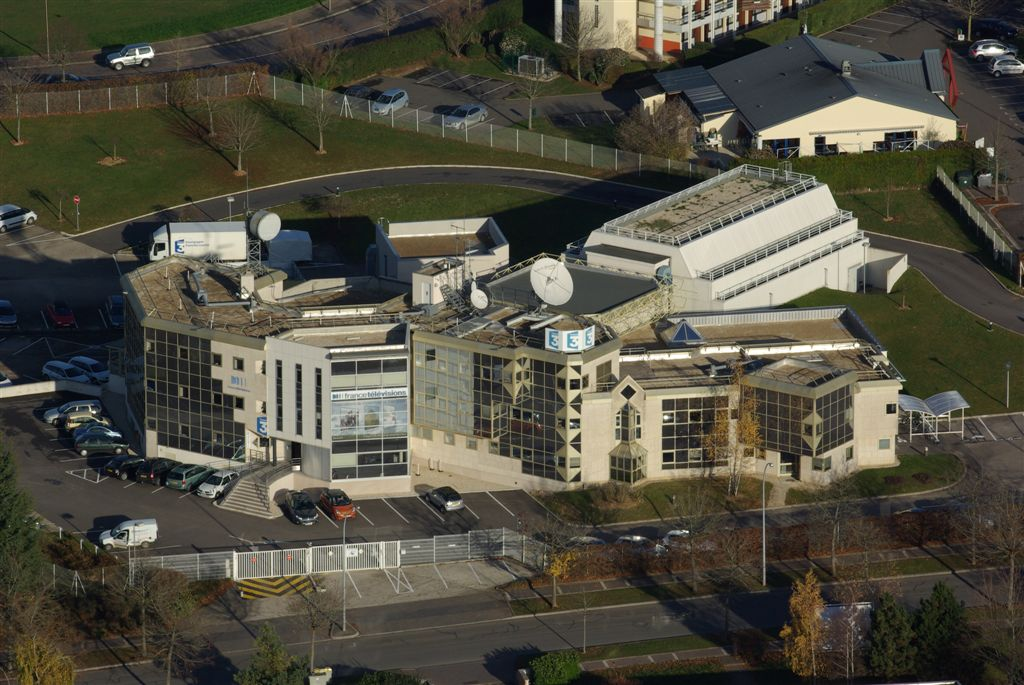
Station de France 3 Bourgogne dans le quartier de la Toison-d'Or.

De grands secteurs d'activités sont aménagés avec la mise en place de la zone industrielle Dijon nord-est en 1960 (91 ha), puis dans les années 1970 de la zone d'activités économiques Dijon - Saint-Apollinaire (125 ha) regroupées aujourd'hui sous l'appellation « Capnord ».
L'aménagement des quartiers de Pouilly à l'est de l'avenue de Langres se poursuit et comporte : 
- le centre commercial de services et de loisirs et le parc public de la Toison-d'Or de 12 ha ;
- un parc d'activités de 34 ha « Parc de l'Europe » ;
- le quartier du « Clos de Pouilly » où 600 logements ont déjà été réalisés.

## Infrastructures

### Écoles
- École élémentaire Beaumarchais
- École élémentaire Lamartine
- École élémentaire privée Notre-Dame
- École maternelle Alain Millot
- École maternelle Château de Pouilly
- École maternelle Côteaux du Suzon

### Collèges et Lycées
- Collège André Malraux
- Collège Clos de Pouilly
- Lycée international Charles-de-Gaulle

### Lieux de culte
- Centre cultuel Albert Decourtray
- Église Saint-Jean-Bosco

### Parcs et jardins
- Jardin japonais
- Parc du Château de pouilly
- Parc de la Toison d'or
- Square de la Charmette
- Square Pascal

### Salles de spectacle
- La Vapeur
- Zénith de Dijon

### Sport
- Stade de la Maladière
- Stade Stalingrad